# Albert Londres
Pour les articles homonymes, voir Londres (homonymie).
Albert Londres, né le 1er novembre 1884 à Vichy et disparu en mer dans l'incendie du Georges Philippar le 16 mai 1932 dans le golfe d'Aden, au large du protectorat d'Aden (auj. Yémen), dans l'océan Indien, est un journaliste, grand reporter et écrivain français qui a donné son nom au prix récompensant chaque année en France un reportage de qualité et qui reste une référence pour le journalisme d'investigation. Il est aussi considéré comme l’un des plus célèbres commentateurs du Tour de France.

## Biographie

### Famille

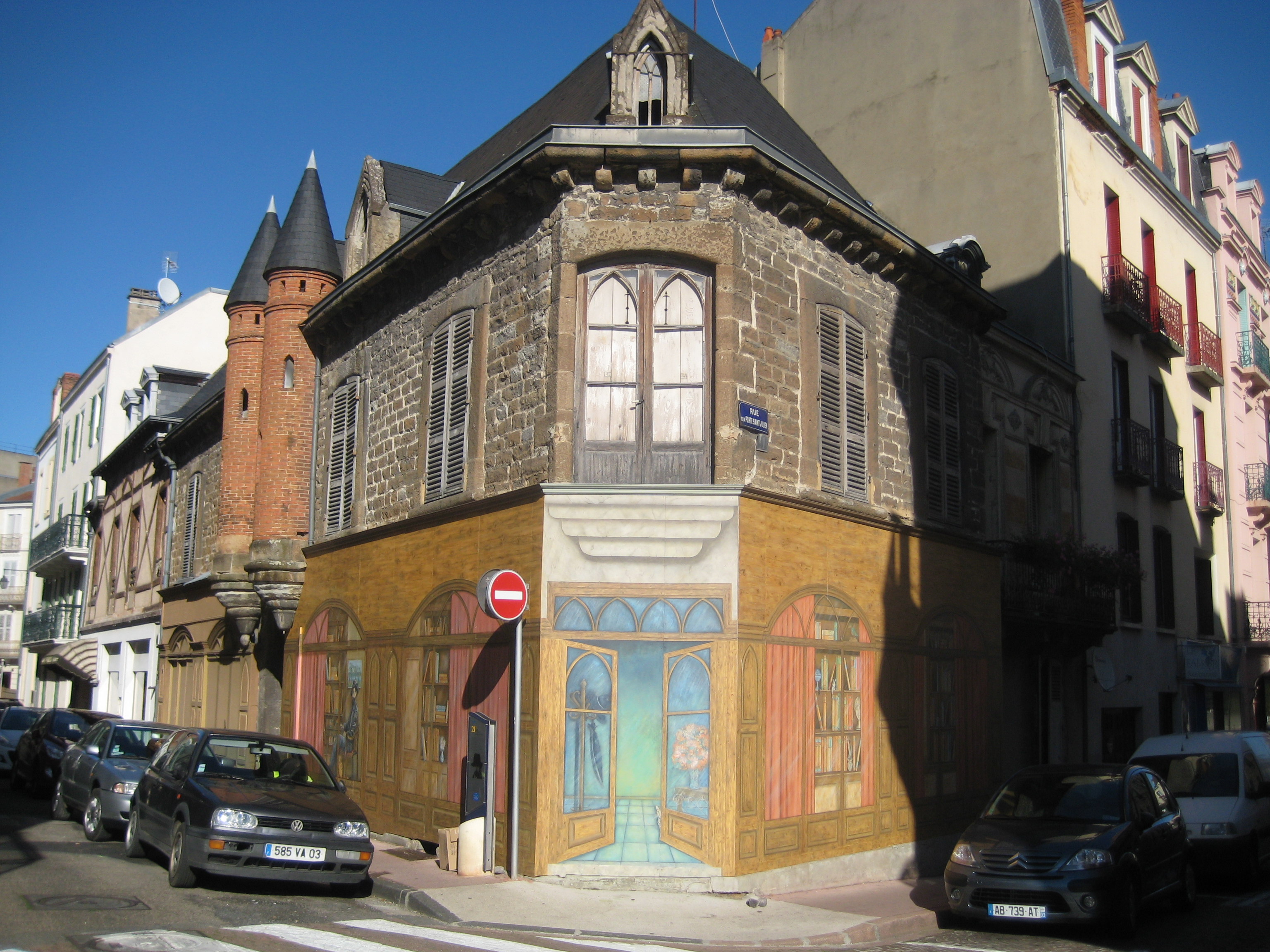
Maison natale d'Albert Londres à Vichy située au 2, rue Besse.

Albert Londres naît le 1er novembre 1884 à Vichy. Il est le fils de Jean Baptiste Marie Londres, chaudronnier, d'origine gasconne, et de Florimonde Baratier, d'une famille bourbonnaise. Son grand-père paternel était colporteur, parti de Labarthe-Rivière (Haute-Garonne), bourgade de Comminges ; après la mort de ce dernier, sa veuve était venue s'établir à Vichy avec ses trois enfants. Le patronyme Londres aurait d'abord été Loundrès, terme gascon désignant des zones humides ou marécages, puis Londrès.
La fille d’Albert Londres, Florise, naît en 1904 et sa compagne, Marcelle Laforest, mère de Florise, meurt un an plus tard en 1905.

### Les premiers articles
Après le lycée, Albert Londres part pour Lyon en 1901 où il travaille en tant que comptable à la Compagnie Asturienne des Mines. C'est à cette époque qu'il se lie d'amitié avec Charles Dullin et Henri Béraud. En 1903, il se décide à partir pour Paris. Il y publie son premier recueil de poèmes en 1904 : Suivant les heures. René Varennes signale les recueils ultérieurs : L’âme qui vibre (1905-1907), Lointaine, La Marche à l’étoile (1908-1910). Il écrit aussi une pièce de théâtre en cinq actes et en vers : Gambetta, qui ne fut cependant jamais jouée.
Je m’enfermerai dans ma noble tour.

Cloîtré je ferai d’ardentes prières

Pour que l’amitié n’ait plus de frontières.

Et j’attendrai là le lever du jour

Où pas un n’aura de droit sur ses frères.

[Extrait de 175 Poètes bourbonnais, page 449, anthologie de René Varennes]
Il écrit occasionnellement des articles pour des journaux de sa région, avant de devenir correspondant parisien du journal lyonnais Le Salut Public en 1904.
En 1906, il commence une carrière de journaliste parlementaire au quotidien Le Matin. Son rôle, suivre ce qui se dit dans les couloirs du Palais Bourbon pour en tirer des articles jusque là non-signés. C'est au début de la Première Guerre mondiale, en 1914, qu'Albert Londres se révèle être un reporter talentueux, fin observateur et plume précise et acérée. Réformé en raison de sa santé précaire et d'une faible constitution, il fait partie des rares journalistes disponibles à la rédaction du Matin. Envoyé au front, il publie un premier grand article dans les colonnes du Matin du 12 septembre. Avec un photographe, un certain Moreau, il arrive à Reims où la cathédrale, bombardée par les Allemands, est en feu. Sa relation de cet événement saisissant est tout de suite remarquée. Elle paraît dans l'édition du 19 septembre. Sa signature s'inscrit pour la première fois dans les colonnes du journal. Il devient correspondant de guerre, suit les combats en France et en Belgique. Courant 1915, il croit que l'issue de la guerre se joue dans les Dardanelles et, en raison du refus du Matin, part vers l'Orient pour le compte du Petit Journal. Il connaîtra deux années pénibles à suivre des combats balkaniques confus. À son retour, il intègre, avec une quinzaine de ses confrères, le groupe des correspondants dotés d'une habilitation militaire. On les appellera les "brassards verts" en raison de ce signe distinctif porté sur leur uniforme. En 1919, pour ses reportages sur l'Italie, Albert Londres est licencié du Petit Journal sur ordre direct de Clemenceau[réf. souhaitée]. Faisant son métier, il rapporte que « les Italiens sont très mécontents des conditions de paix concoctées par Clemenceau, Lloyd George et Wilson. »

### Le grand reportage
Ensuite, Albert Londres travaille pour le journal illustré Excelsior, « quotidien populaire de qualité » qui vient le chercher. En 1920, le journaliste réussit à entrer en Russie soviétique, décrit le régime bolchevik naissant, peint les portraits de Lénine et de Léon Trotski et raconte les souffrances du peuple russe.
En 1922, il se rend en Asie. Il raconte le quotidien du Japon et la folie de la Chine (La Chine en folie). Il relate aussi les actions de Nehru, de Gandhi et de Tagore en Inde. Dès 1923, sa notoriété ne cesse de grandir et ses reportages commencent à être publiés sous forme de livres par les éditions Albin Michel, au travers d'Henri Béraud, autre grand reporter désormais directeur littéraire du Petit Parisien. Albert Londres écrit désormais pour ce journal et entreprend de nouvelles investigations en France.
En 1929, alors que l'antisémitisme grandit en Europe, il mène une vaste enquête-reportage sur les communautés juives d’Europe, depuis les quartiers juifs de Londres, de Varsovie et de Prague jusqu'aux Shtetls (villages juifs) de Transylvanie, de Pologne jusqu'en Palestine, où il décrit les exploits des jeunes immigrants, perce la duplicité de l'Angleterre, et relate l'hostilité des Arabes. Le Petit Parisien publie vingt-sept articles en 1930, réunis ensuite sous le titre Le Juif errant est arrivé, qu'il conclut par l'interrogation : « Le Juif errant est-il arrivé ? Pourquoi pas ? ».

### Le reporter engagé

#### Bagnards et forçats
En 1923, Albert Londres se rend en Guyane où il visite le bagne aux Îles du Salut, à Cayenne et à Saint-Laurent-du-Maroni. Décrivant les horreurs de ce qu'il voit, son reportage suscite de vives réactions dans l'opinion mais aussi au sein des autorités.

« Il faut vous dire que nous nous trompons en France. Quand quelqu'un – de notre connaissance parfois – est envoyé aux travaux forcés, on dit : il va à Cayenne. Le bagne n'est plus à Cayenne, mais à Saint-Laurent-du-Maroni d'abord et aux îles du Salut ensuite. Je demande, en passant, que l'on débaptise ces îles. Ce n'est pas le salut, là-bas, mais le châtiment. La loi nous permet de couper la tête des assassins, non de nous la payer.
Cayenne est bien cependant la capitale du bagne. (…) Enfin, me voici au camp ; là, c'est le bagne. Le bagne n'est pas une machine à châtiment bien définie, réglée, invariable. C'est une usine à malheur qui travaille sans plan ni matrice. On y chercherait vainement le gabarit qui sert à façonner le forçat. Elle les broie, c'est tout, et les morceaux vont où ils peuvent. »

— Au bagne (1923), chapitre À terre, pages 35-37.
Et le récit se poursuit :

« On me conduisit dans les locaux. D'abord je fis un pas en arrière. C'est la nouveauté du fait qui me suffoquait. Je n'avais encore jamais vu d'hommes en cage par cinquantaine.
Ils se préparaient pour leur nuit. Cela grouillait dans le local. De cinq heures du soir à cinq heures du matin ils sont libres – dans leur cage. »

— Au bagne (1923), chapitre À terre, p. 39-40.
Albert Londres dénonce aussi un fait que l'on ignore souvent : le « doublage ».

« Quand un homme est condamné de cinq à sept ans de travaux forcés, cette peine achevée, il doit rester un même nombre d'années en Guyane. S'il est condamné à plus de sept ans, c'est la résidence perpétuelle. Combien de jurés savent cela ? […] »

— Au bagne (1923), chapitre Chez Bel-ami, page 43.
Et ici, voici la formule :

« Le bagne commence à la libération. Tant qu'ils sont en cours de peine, on les nourrit (mal), on les couche (mal), on les habille (mal). Brillant minimum quand on regarde la suite. Leurs cinq ou sept ans achevés, on les met à la porte du camp. »

— Au bagne (1923), chapitre Chez Bel-ami, page 44.
Son livre est une galerie de portraits : Hespel, Bel-Ami, Ullmo, Duez, Eugène Dieudonné, Roussenq, Marcheras… les bagnards sont des hommes ! – même si dans ce lieu, ils tendent à devenir des animaux. En 1924, il poursuit ses enquêtes sur les travaux forcés et se rend en Afrique du Nord où des bagnes militaires accueillent les condamnés des conseils de guerre qui n'en finissent pas d'expier leur très grande faute (publication de Dante n'avait rien vu).

#### Les cyclistes et les fous
Albert Londres s'intéresse ensuite au Tour de France et dénonce l'impitoyable et intolérable exigence physique réclamée aux cyclistes dans ce « tour de souffrance », ainsi que la bêtise du règlement (Les Forçats de la route et Tour de France, tour de souffrance),. L'expression « Les forçats de la route », popularisée par le journaliste lors du tour de France 1924, lui est attribuée à tort.
Il se rend ensuite dans les asiles psychiatriques, y dénonce les mauvais traitements ou les carences alimentaires et sanitaires et rappelle que « notre devoir n'est pas de nous débarrasser du fou, mais de débarrasser le fou de sa folie » (Chez les fous). « Au fond de la salle de Pitié, juchées sur une estrade, onze chaises étaient accrochées au mur. Onze femmes ficelées sur ces onze chaises... On les attache parce que les asiles manquent de personnel. Tout de même ! ».

#### Les opprimés et les exclus
Albert Londres s'intéresse au sort des Françaises conduites en Argentine pour y être prostituées. Son récit paraît en 1927 sous le titre Le Chemin de Buenos Aires (La Traite des Blanches) aux éditions Albin Michel. Il démonte les arguments des bien-pensants et souligne la responsabilité collective dans un trafic qui fleurit sur la misère des femmes.
À l'automne 1927, Albert Londres s'engage dans une campagne en faveur de la réhabilitation du forçat évadé Eugène Dieudonné. Ancien membre présumé de la bande à Bonnot, Dieudonné avait été injustement condamné à mort puis aux travaux forcés à perpétuité pour tentative d’assassinat. La campagne de presse menée par Londres dans les colonnes du Petit Parisien porte ses fruits : Dieudonné obtient la grâce puis revient en métropole, aux côtés du reporter, le 28 octobre 1927. De cet épisode médiatique sera tiré un reportage publié aux Éditions de France en 1928. D'abord intitulé L'homme qui s'évada, il est réédité en 1932 sous le titre de Adieu Cayenne ! Nouvelle version de L'Homme qui s'évada.

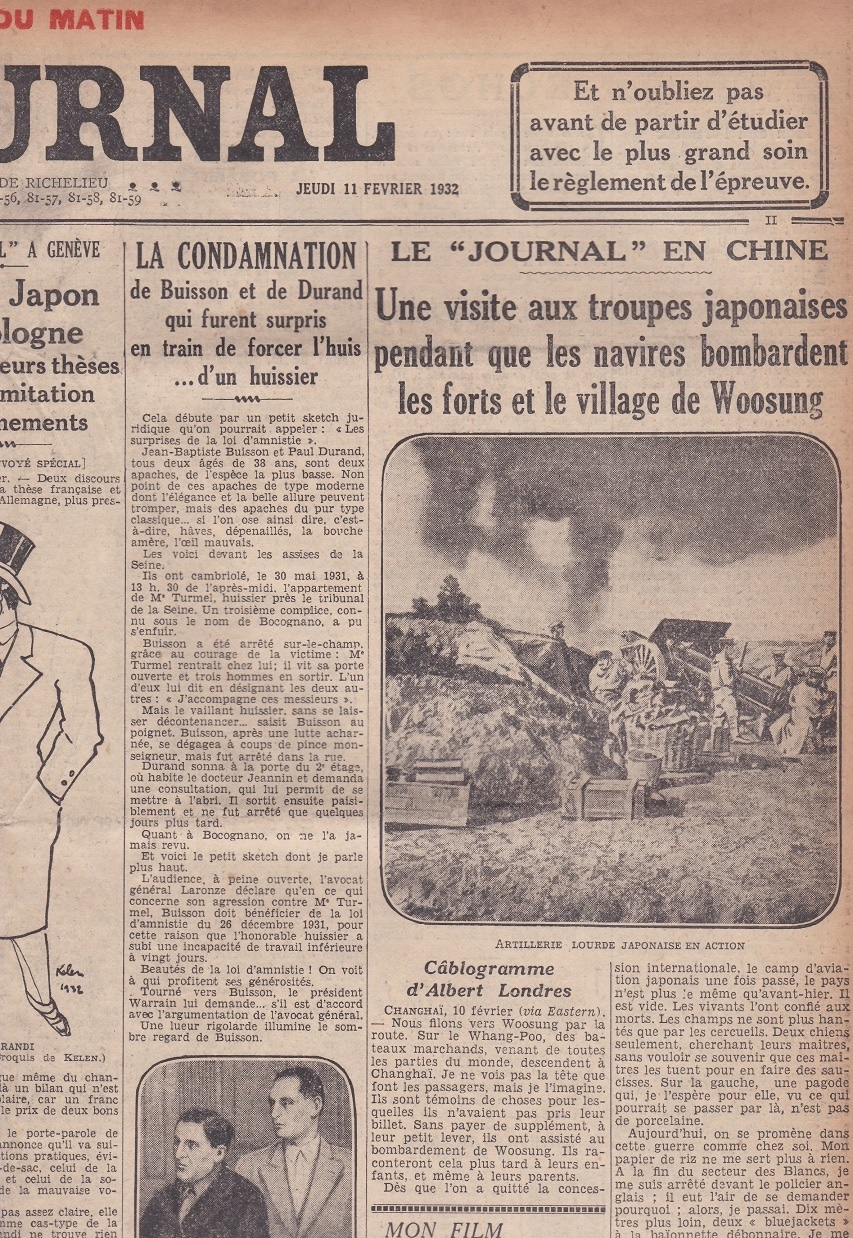
En février et mars 1932, Albert Londres envoie ses derniers articles au quotidien Le Journal depuis la Chine.

En 1928, toujours pour Le Petit Parisien, il voyage du Sénégal au Congo belge et découvre que la construction des voies ferrées (la ligne du Congo-Océan) ou les intolérables exploitations forestières provoquent un nombre effroyable de morts parmi les travailleurs africains. « Ce sont les nègres des nègres. Les maîtres n'ont plus le droit de les vendre. Ils les échangent. Surtout ils leur font faire des fils. L'esclave ne s'achète plus, il se reproduit. C'est la couveuse à domicile. » Il conclut en critiquant la colonisation française qu'il compare défavorablement à la colonisation britannique ou belge (Terre d'ébène),.
Il part ensuite pour les Balkans et enquête sur les mécanismes du terrorisme des Comitadjis, des nationalistes macédoniens qui contestent la division de leur territoire entre la Bulgarie, la Serbie et la Grèce (Les Comitadjis).
En 1932, Albert Londres va couvrir pour Le Journal la guerre sino-japonaise. Il rédige une série d'articles en février et mars 1932 qu'il envoie par câblogrammes. Ce seront ses derniers articles (source Le Journal).

### Disparition en mer lors d'un retour de Chine
Albert Londres meurt à la suite de l'incendie du Georges Philippar, paquebot de la Cie des messageries maritimes dans la nuit du 15 au 16 mai 1932 au large d'Aden, dans le golfe d'Aden, alors protectorat d'Aden (auj. Yémen) alors que le navire le ramenait de Chine où il avait effectué une longue enquête.
Lors de sa construction deux ans plus tôt dans les Chantiers de Saint-Nazaire, le Georges Philippar avait déjà échappé à deux départs de feu dus à des problèmes sur le circuit électrique. Il semble que la tension de 220 volts en courant continu délivrée dans le navire, et élevée pour l'époque, l'était trop pour le câblage du bateau. Lors de son voyage aller, les électriciens du bord n'ont cessé d'être sollicités pour traiter des courts-circuits et neutraliser des réseaux électriques victimes d'échauffements de câbles dangereux. Des câbles de secours ont même dû être achetés lors des escales techniques. Le Bureau Veritas avait ordonné, avant le départ, le déplacement du tableau électrique général, le jugeant insuffisamment protégé.
Les circonstances de son décès – mort dans l'incendie ou noyé ? – demeurent imprécises. Lors de l'évacuation du navire, M. Julien, un voisin de cabine d'Albert Londres, dit l'avoir entendu appeler à l'aide, probablement bloqué dans sa cabine par la fermeture électrique de sa porte que le court-circuit à l'origine de l'incendie avait bloquée.
Dans son ouvrage Paquebots vers l'Orient (2001), Philippe Ramona relate le témoignage, qui fit l'objet d'un procès-verbal lors de son audition pendant l'enquête, de l'officier mécanicien de bord, Maurice Sadorge, qui entend des appels provenant d'une cabine de luxe du pont immédiatement inférieur. Il aperçoit alors un passager qui sortait par le hublot et qui appelait à l'aide, tentant d'échapper aux fumées. Sadorge lui descend alors une manche à eau, sorte de tuyau de toile servant à laver le pont et à lutter contre les incendies. L'homme, paniqué, s'en saisit et arrive à grimper jusqu'au pont des embarcations. Le pensant hors de danger, Sadorge part s'occuper des passagers qui commencent à affluer, perdus sur le pont. Or la manche à eau, attaquée par les flammes, céda, précipitant Albert Londres dans la mer. La description physique faite par le mécanicien correspond trait pour trait à celle de Londres, qui serait donc mort noyé, à l'instar de nombreux autres passagers.
Albert Londres semblait avoir découvert un grand scandale en Chine : « Il est question d'armes, de drogue, d'immixtion bolchévique dans les affaires chinoises », rapporte la biographie écrite par Pierre Assouline. Mais les écrits de son reportage brûlent également dans l'incendie. Le doute plane alors sur sa cause : accident ou attentat ? Les hypothèses d'un complot sont renforcées par la mort quelques jours plus tard, d'un couple d'amis, Alfred et Suzanne Lang-Willar, qui voyageaient avec Albert Londres sur le Georges Philippar. Rescapés de l'incendie, ils sont pris en charge dès leur arrivée à Brindisi, dans le sud de l'Italie par les pilotes Marcel Goulette et Lucien Moreau, spécialement mandatés par un grand quotidien français pour les ramener à Paris le plus vite possible. Ils meurent tous les quatre dans l'écrasement sur les Apennins de l'avion de Goulette. Le Figaro de l'époque dénoncera alors un « complot bolchevique ».

## Éléments critiques
- Si vous ne connaissez pas le sujet, laissez ce bandeau (vous pouvez alors contacter les auteurs).
- Si vous supprimez le contenu mis en cause (vous pouvez préalablement contacter les auteurs),

argumentez précisément cette suppression dans la page de discussion
(un manque de référence n'est pas un argument ; une recherche réelle de référence doit avoir été effectuée, être formellement documentée).
On saisit au travers de sa biographie quelques traits de la personnalité d'Albert Londres : un homme curieux et rétif qui observe le monde et transmet ses impressions comme par devoir. Tous ses reportages interrogent les marges du monde, les zones d'ombre, les périphéries pourtant si centrales. Il dialogue avec les petits, les médiocres, les infâmes. Il investit le quotidien, peint des portraits et des tableaux. Albert Londres lutte au travers de ses écrits contre les injustices, les absurdités et les incohérences du pouvoir. Il lutte contre le silence en questionnant et en informant.
Ensuite, il est intéressant de voir qu'Albert Londres utilise souvent l'histoire pour expliquer l'actualité. Dans ses reportages sur les asiles psychiatriques, il revient en de nombreuses reprises sur l'article 64 du Code pénal de 1810 et sur la loi du 30 juin 1838. « À quoi peut aboutir, ad-mi-nis-tra-ti-ve-ment, la grande misère des fous criminels ? » se demande Londres. Il répond ironiquement et gravement : « À des vaudevilles. Ces vaudevilles ont deux auteurs. (…) L'un s'appelle : l'article 64 ; l'autre : la loi de 38. Ils se valent. S'ils ne partagent pas équitablement les droits d'auteur, c'est que l'un vole l'autre. L'article 64 fait bénéficier d'un non-lieu ou fait acquitter le personnage principal de la pièce, lequel porte toujours le nom d’« aliéné criminel ». Aussitôt, la loi de 38 s'empare du monsieur. » Terminant son reportage, il affirme : « La loi de 38 n'a pas pour base l'idée de soigner et de guérir des hommes atteints d'une maladie mentale, mais la crainte que ces hommes inspirent à la société. C'est une loi de débarras ». De plus : « La loi de 1838, en déclarant le psychiatre infaillible et tout-puissant, permet les internements arbitraires et en facilite les tentatives. (…) Sous la loi de 1838, les deux tiers des internés ne sont pas de véritables aliénés. D'êtres inoffensifs, on fait des prisonniers à la peine illimitée ».
Il est important de citer les mots de l'observateur pour comprendre qu'au-delà d'un simple reportage, Albert Londres met en accusation l'institution psychiatrique. Ses conclusions sont implacables et sans appel. L'intolérable des asiles s'explique directement au travers de cette loi qui régit la procédure de l'internement de l'aliéné mental. Albert Londres utilise essentiellement le terme « fou », sans doute parce que celui-ci ne renvoie pas au caractère discursif du pouvoir juridico-psychiatrique.
Albert Londres met en scène des situations, sait utiliser le témoignage afin d'informer et de sensibiliser l'opinion. Londres use d'une stratégie discursive pertinente en mêlant le fait, le descriptif à l'ironie. Si Albert Londres n'utilise pas toujours le « je », celui-ci est constamment implicite par le fait même qu'il se met en scène dans ses reportages. Il ne cache pas ses opinions et refuse les compromis. Il répond par exemple à l'éditorialiste du Quotidien en 1923 qui lui reproche de n'être pas dans la ligne du journal : « Messieurs, vous apprendrez à vos dépens qu'un reporter ne connait qu'une seule ligne, celle du chemin de fer. » (Florise Londres, Mon père, 1934 ; cité par Pierre Assouline.). Ne pratique-t-il pas en cela un « journalisme radical » ? Qui plus est, ses enquêtes qui font scandale débouchent à plusieurs reprises sur des changements concrets importants, par exemple l'abolition des bagnes par Albert Lebrun en 1938 : décision dans laquelle son récit a probablement eu une importance.
Son investigation dans les bagnes français, en Guyane ou en Afrique du Nord, suscite tant de réactions que les autorités doivent prendre position. Un nouveau gouverneur est nommé en Guyane. Si, le 14 septembre 1924, Londres écrit dans Le Petit Parisien que le bagne est supprimé, la réalité est en fait tout autre. Certes le cachot est supprimé, les peines de cellules sont réduites, la nourriture est améliorée, des salaires sont octroyés et les forçats sont désormais séparés en fonction de la gravité de leur peine. Mais ce n'est qu'en 1937 qu'un « décret-loi sonne le glas du bagne ». Albert Londres permet également à Eugène Dieudonné, condamné sans preuve au bagne comme membre de la bande à Bonnot, de clamer son innocence en obtenant la révision de son procès et son retour en France. Il sera gracié. Indirectement également, Londres permet l'amélioration des conditions de vie dans les asiles. Ses violentes enquêtes et sa renommée incontestable obligent les autorités à réagir, parfois même… à réformer. C'est certainement l'un des premiers journalistes d'enquête qui soient.
Albert Londres, patriote, effectua comme agent secret plusieurs missions pour le gouvernement français, entre autres en URSS, pour y effectuer des repérages pour les éventuels assassinats de Trotski et Lénine.

## Publications
- La marche des étoiles, 1910, Le Salut public.
- Un joli rêve, théâtre du casino de vichy.
- Reportage : La Grande Guerre, 1914-1915, Le Matin.
- Reportage : Questions d'Orient, 1915-1916, Le petit journal, puis 1922, coll. « Motifs », Le serpent à plumes, 2002.
- Reportage : Contre le bourrage de crâne, 1917-1918, Arléa, 1993.
- Reportage : L'Espagne et ses problèmes / le bolchevisme d'Espagne, 1919, Le petit journal.
- Reportage : Comment l'Italie sort de la victoire, 1919, Le petit journal.
- Reportage : L'équipée de Gabriele D'Annunzio / D'Anunzio en Italie, 1919, Le petit journal.
- Reportage : Avec les nationalistes arabes du proche orient, 1920, Le petit journal
- Reportage : Dans la Russie des Soviets, 1920, Arléa, 1993.
- Reportage : La Grèce entre Venizelos et Constantin, 1920.
- Reportage : Dans les Balkans, 1920.
- Reportage : Notre occupation en rhénanie, 1920.
- Reportage : Les rois en exil, 1920.
- Reportage : Une enquête en Allemagne, 1921.
- Reportage : Au Japon, 1921.
- Reportage : Parmi le peuple aux dents laquées, 1921.
- Reportage : Ce qui se passe en Inde, 1921.
- La Chine en folie, 1925, coll. « Motifs », Le serpent à plumes, 1997.
- Au bagne, 1923, coll. « Motifs », Le serpent à plumes, 2002. Première publication dans Le Petit Parisien en août-septembre 1923, puis Albin Michel (1923).
- Dante n'avait rien vu, 1924, Arléa, 1997 ; coll. « Motifs », Le serpent à plumes, 1999.
- Les Forçats de la route ou Tour de France, tour de souffrance, 1924, coll. « Motifs », Le serpent à plumes, 1996.
- Chez les fous, 1925, Albin Michel - collection Les grands Reportages, Le serpent à plumes, 1999.
- Reportage : Un défi pour la France en Syrie, 1925.
- Reportage : La Pologne de Pilsudski, 1926.
- Reportage : Révolutions au Portugal, 1926.
- Le Chemin de Buenos Aires, 1927, coll. « Motifs », Le serpent à plumes, 2005.
- Marseille, porte du sud, 1927, coll. « Motifs », Le serpent à plumes, 1999.
- L'Homme qui s'évada, 1928, coll. « Motifs », Le serpent à plumes, 2002 (publié au préalable sous le titre de Adieu Cayenne).
- Terre d'ébène, 1929 (en ligne).
- Le Juif errant est arrivé, Albin Michel, Paris, 1930. – Multiple rééditions (en ligne sur Gallica, sur Wikisource et autres formats).
- Pêcheurs de perles, 1931, coll. « Motifs », Le serpent à plumes, 2001.
- Adieu Cayenne ! : nouvelle version de "L'homme qui s'évada", 1932.
- Au bagne, 1932.
- Les Comitadjis, 1932, coll. « Motifs », Le serpent à plumes, 1997.
- La Guerre à Shanghai, 1932, coll. « Arléa Poche », Arléa, 2008.
- Œuvres complètes, Arléa, 2008.
- Câbles & Reportages, Arléa, 2008.

Avant de se faire connaître en tant que journaliste, Albert Londres a publié quatre recueils de poèmes :
- Suivant les heures, 1904;
- L'Âme qui vibre, 1908;
- Le poème effréné contenant Lointaine et La marche à l'étoile, 1911.

Écrits rassemblés de façon posthume
- Grands reportages à l'étranger, Arthaud, 2017, 896 p.

## Hommages
- Le Prix Albert-Londres couronne depuis 1933 les meilleurs « Grands Reporters » francophones.
- Maison Albert-Londres, sa maison natale à Vichy rénovée par une association, et devenue un lieu d'expositions et de rencontres à la mémoire d'Albert Londres et sur la liberté de la presse.
- Un lycée porte le nom d'Albert Londres à Cusset, à la limite de Vichy, ville natale d'Albert Londres. Un collège porte également son nom à Saint-Laurent-du-Maroni, en Guyane française.
- Plusieurs voies publiques portent son nom en France dont la place Albert-Londres à Paris, une rue à Nantes, à Salon-de-Provence, dans sa commune natale, à Vichy, et des communes environnantes (Bellerive-sur-Allier, Vendat, Échirolles…).
- Son cénotaphe se trouve dans le cimetière des Bartins à Vichy où a plus tard a été inhumée sa fille Florise Martinet-Londres en 1975.
- Le film documentaire Autour d'une évasion de Jacques Brunius et Cesare Silvagni lui est dédié.
- Dans la bande dessinée Le Daily Star, quatre-vingt-neuvième histoire de la série Lucky Luke, le jeune Pipo, distributeur de journaux pour le Daily Star qui fut otage des ennemis du cow-boy le temps du récit, révèle à la fin de l'aventure son intention de devenir journaliste, tirant son idée de reportage de son expérience difficile, tout en dévoilant son vrai nom : Albert Londres.

## Sources
- Les papiers personnels d'Albert Londres sont conservés aux Archives nationales sous la cote 76 AS[17].